# Ralph Suda
Ralph Suda (* 10. Dezember 1965) ist ein deutscher Musikproduzent, Songwriter und Unternehmer. Bekannt wurde er in den 1990er-Jahren als Mitglied des Rap-Duos Grooveminister, das mit dem Titel „Verdient“ einen Charterfolg hatte. Er produzierte unter anderem für Thomas Anders, Michelle, Oli.P und Hape Kerkeling. Seit den 2010er-Jahren ist er als Startup-Gründer, Business Angel und Coach tätig.

## Leben und Wirken
Suda studierte Kulturwissenschaften in Lüneburg. 1993 gründete er mit Martin Warnke das Duo Grooveminister, das 1995 mit der Single „Verdient“ (Platz 47 in den deutschen Charts) bekannt wurde. Die Gruppe veröffentlichte drei Alben bei Ariola/BMG.
Nach Auflösung der Band arbeitete Suda als Produzent und Songwriter u. a. für Hape Kerkeling, Michelle, Thomas Anders und Oli.P. Er war an mehreren Charttiteln beteiligt und produzierte u. a. die Stuttgarter Band Freistil. Für Oli.P schrieb und produzierte er 2002 die Coverversion des Peter-Maffay-Hits „So bist du“, die auf dem Album P.ulsschlag erschien.
Ab den 2010er-Jahren wandte sich Suda verstärkt unternehmerischen Projekten zu. Er gründete die Beratungsfirma Better World Ventures und ist Mitgründer der Growth Academy, gemeinsam mit Claas Triebel. Als Business Angel war er u. a. an den Start-ups TLGG (verkauft an Omnicom) und Code Gaia (verkauft an Liganova) beteiligt. Darüber hinaus ist er als Coach in EXIST-geförderten Gründungsprogrammen tätig.

## Diskografie (Auswahl)
Mit Grooveminister
- 1995: Im Hause der Frau Gallenberger (Ariola/BMG)
- 1997: Raus mit der Sprache
- 1998: Das Maß aller Dinge
- 1995: „Verdient“ – DE #47
- 1996: „Wieder ohne“ – DE #80

Als Produzent / Songwriter
- 2000: Hape Kerkeling – „Leuchtparka“
- 2001: Freistil – Alles ist neu
- 2002: Oli.P – „So bist du“ (Coverversion, Album P.ulsschlag)
- 2004: Thomas Anders – „Tonight Is The Night“
- 2005: Michelle – „Alle Liebe dieser Welt“